# Александар Петровић (официр)
Александар Петровић (Котор Варош, 28. децембар 1970 — Бања Лука, 31. август 2018) био је најмлађи мајор Војске Републике Српске и ратни командант 2. батаљона 22. пјешадијске бригаде ВРС.

## Биографија
Рођен је 1970. године у Котор Варошу. У родном граду је похађао основну школу. Понио је награду најбољег ученика генерације заједно са својом будућом супругом Љерком. Средњу Електротехничку школу завршио је у Бањој Луци након чега уприсује Правни факултет. На служење војног рока у Билећи одлази 1989. Као припадник 5. корпуса ЈНА учествовао је у одбрани српског народа у Западној Славонији. У ВРС је од њеног оснивања. Био је и командант 2. батаљона  22. пјешадијске бригаде ВРС, након Слободана Жупљанина.
Са својом супругом Љерком вјенчао се 1993, са којом је имао двије кћерке. Са породицом је живио и радио у Бањој Луци. Стекао је звање дипломираног економисте, а 2017. године завршио је мастер студије.
Био је предсједник Општинског одбора Организације старјешина ВРС у Котор Варошу. Један је од оснивача Социјалистичке партије у Котор Варошу и једно вријеме је био одборник у Скупштини општине испред те партије. Био је дугогодишњи играч и предсједник КК "Младост" Котор Варош, функционер у Кошаркашком савезу Републике Српске и члан предсједништва Подручног кошаркашког одбора Бањалука. Постхумно је добио Златну повељу, која се додјељује поводом 24. априла - Дана општине Котор Варош.
Преминуо је 31. августа 2018. након краће болести. Сахрањен је на Новом гробљу у Котор Варошу 2. септембра 2018.